# Hof ter Rijen (halte)
Hof ter Rijen is een tram- en bushalte in Zwijndrecht. De halte maakt deel uit van het Antwerpse tramnetwerk en het busstreekvervoer van en naar Antwerpen. De halte is gelegen ten westen van het centrum van Zwijndrecht op het kruispunt van de straat Dorp West met de straat en gelijknamige wijk Hof ter Rijen. Sinds 2014 staan in de omgeving veel nieuwbouwwoonsten. De exacte bouwdatum van de halte is niet bekend, enkel het bouwjaar 2002.
De halte wordt bediend door tramlijn 3. Het is de laatste halte voor P+R Melsele gezien vanuit Antwerpen en de eerste halte voorbij P+R Melsele gezien vanuit Melsele.

## Faciliteiten
Langs beide kanten van de weg is een wachthokje van De Lijn voorzien. Direct naast de halte is een onoverdekte fietsparking voorzien.